# Dècada del 910

## Esdeveniments
- Els vikings conquereixen Irlanda
- Campanyes contra els sarraïns
- Guerra entre Bulgària i l'Imperi Romà d'Orient
- Pillatge dels vikings a Bretanya

## Personatges destacats
- Abd al-Rahman III
- Alexandre (emperador romà d'Orient)
- Anastasi III
- Guifré II (Borrell I), comte de Barcelona
- Papa Joan X
- Landó I
- Sergi III